# Лига защиты евреев
Лига защиты евреев (англ. Jewish Defense League, JDL) — радикальная правая еврейская организация, пик активности которой пришёлся на конец 1960-х — начало 1970-х годов. Ныне прижившийся перевод её названия, нарочито неточный (правильно — «Еврейская оборонная лига») впервые появился в советской печати в 1970-х годах, в резко осуждающем контексте.
Была создана в США в 1968 году группой еврейской молодёжи под руководством рабби Меира Кахане для защиты еврейского населения «смешанных районов» Бруклина от хулиганства и провокаций со стороны антисемитски настроенных элементов из негритянских и латиноамериканских кварталов, но довольно быстро переросла в политическую организацию, ставившую перед собой цели по защите интересов еврейского народа во всём мире. С 1969 года организация начала активную кампанию борьбы за право евреев СССР репатриироваться в Израиль.
В 1971 году Кахане, а вслед за ним и многие активисты JDL, иммигрировали в Израиль, где ими была основана крайне правая партия «Ках». Кахане оставался номинальным руководителем организации до апреля 1974, а «Ках» впервые участвовал в выборах в кнессет в 1973 году под названием «Список Лиги».
Согласно ЭЕЭ, идеология JDL определяется как националистический экстремизм: «Разделяя общерадикалистские умонастроения части американской молодёжи 1960—1970-х годов, Лига защиты евреев выдвинула требование конфронтации с врагами еврейского народа и непосредственных, если необходимо — насильственных акций, направленных на его защиту.»
Пик активности и известности организации пришёлся на начало 1970-х годов, после чего её деятельность уже не принимала массового характера. Как правило, JDL заявляла о своей солидарности с совершившими приписываемые ей теракты, но не брала за них ответственности. Отчёт ФБР за 2000—2001 годы называет JDL «экстремистской организацией».

## История JDL
Организация была создана в середине 1968 года. Первоначальной целью создания группы было защита еврейского населения «смешанных» районов Бруклина и других городов США от хулиганства и провокаций со стороны антисемитски настроенных элементов из негритянских и латиноамериканских кварталов и защита еврейской собственности во время расовых волнений. Девизом организации стала фраза «Never again!» — «Это не должно повториться!» (подразумевается уничтожение европейского еврейства нацистами).
Одним из создателей Лиги был Сай Фрумкин — узник Каунасского гетто и концлагеря Дахау.
В мае 1969 года неподалёку от Лос-Анджелеса был создан тренировочный лагерь «JEDEL», в котором члены «Лиги» обучались рукопашному бою и обращению с огнестрельным оружием.
С 1969 года организация начала активную кампанию борьбы за право евреев СССР репатриироваться в Израиль. За участие в акциях общественного неповиновения многие активисты Лиги, включая её основателя и первого руководителя, рабби Меира Кахане, неоднократно задерживались полицией.
21 марта 1971 года Лига провела массовую демонстрацию в Вашингтоне возле советского посольства:
- «Почти три тысячи человек с шестиконечными звёздами на одежде пришли требовать свободу советским евреям. Это была мирная демонстрация, люди пели песню Шломо Карлебаха „Ам Исраэль Хай“ (народ Израиля жив), скандировали „Свободу советским евреям!“, „Отпусти народ мой!“»[9].

Поскольку демонстранты перекрыли движение возле посольства, Кахане и ещё несколько человек были арестованы.
Тактикой организации стало привлечение внимания прессы к положению евреев в СССР путём демонстраций и других акций протеста, включая насильственные действия, направленные против советских объектов. Кахане и другие активисты рассчитывали, что таким образом им удастся заставить США ввести отмену ограничений на выезд как одно из условий торговли со странами социалистического блока (см. Поправка Джексона — Вэника). Эта деятельность принесла организации широкую известность в США и за рубежом и вызвала острый конфликт между «Лигой защиты евреев» и еврейским истеблишментом США, в основном разделяющим её цели, но не одобряющим её методы. Представители еврейского сообщества в Москве также заявили в 1976 году, что не одобряют методов JDL, так как
- «Такие действия представляют собой опасность для советских евреев … поскольку они могут быть использованы властями как предлог для новых репрессий и для подстрекательства к антисемитским действиям».

При этом, один из советских отказников Иосиф Менделевич так позже писал о деятельности Лиги:
- «Каждая акция „Лиги“ вызывала припадок бешенства у Советов. Мы, активисты борьбы за алию с радостью ловили каждое сообщение об этом в „Правде“, „Известиях“ и радио. Наконец-то у нас появился друг и помощник».

В 1971 году Кахане, а вслед за ним и многие активисты «Лиги защиты евреев», иммигрировали в Израиль, где ими была основана крайне-правая партия «Ках». Кахане оставался номинальным руководителем Лиги до апреля 1974 года, а «Ках» впервые участвовал в выборах в кнессет в 1973 году под названием «Список Лиги». Однако, вскоре Кахане пришлось отказаться от поста международного председателя и дистанцироваться от JDL, расколовшейся к тому времени на несколько группировок и утратившей былое влияние.
«Лига защиты евреев» в Америке пережила несколько небольших всплесков активности в середине 1970-х и в начале 1980-х годов, но в целом без харизматичного лидера и после иммиграции наиболее активных сторонников в Израиль, её деятельность существенно сократилась, а демонстрации больше не принимали массовый характер. Организация пережила несколько расколов и потеряла былое влияние, фактически распавшись на несколько враждующих между собой групп. В итоге, название сохранилось за группой под руководством Ирва Рубина из Лос-Анджелеса, занявшего пост председателя в середине 1980-х годов.
Рубин был арестован в декабре 2001 года антитеррористической службой ФБР, когда ему были предъявлены обвинения в планировании террористической атаки на мечеть в Калифорнии и покушения на убийство конгрессмена арабского происхождения Дарелла Иссу. Рубин погиб в тюрьме до вынесения приговора (согласно официальному заключению, в результате самоубийства), а несколько позже был убит второй арестованный по тому же делу активист Лиги защиты евреев, Эрл Кругель.
Жена Ирва Рубина, Шелли, стала номинальным руководителем Лиги после его смерти, но многие ветераны движения вышли из организации из-за несогласия с её назначением. Шелли Рубин, как и другие родственники убитых, безуспешно требовали проведения расследования обстоятельств их гибели, ставя официальную версию происшедших событий под сомнение.

## Акции «Лиги защиты евреев»
Согласно данным ФБР, в 1970-х и начале 1980-х годов еврейскими экстремистскими группировками в США (в том числе, «Лигой защиты евреев») были предприняты десятки террористических атак. Согласно Национальному консорциуму США по изучению терроризма и борьбы с терроризмом (START), в период с 1970 по 2007 год JDL совершила на территории США 55 террористических атак (в том числе, 14 взрывов, 34 нападения и одну попытку угона самолёта) и стала, таким образом, третьей группировкой по количеству совершённых терактов.
По советским данным, «только в период с декабря 1969 года по январь 1972 года последователями Кахане было совершено одно убийство, обстрел из снайперской винтовки квартиры советских дипломатов, в которой находились дети, 13 взрывов помещений (в том числе, „Аэрофлота“, „Интуриста“ и зданий, где проживали арабские дипломаты), 34 вооружённых нападения и одна попытка угона самолёта, также за ними числится 11 случаев погрома официальных учреждений и представительств, 19 случаев уличных беспорядков, 10 налётов на собрания общественности, 15 случаев нарушения закона о хранении оружия и около 1200 задержаний за нарушения общественного порядка и уголовные преступления»
- 29 декабря 1969 года активисты «Лиги» захватили нью-йоркские конторы советских организаций «Интурист» и «Аэрофлот». Одновременно, М. Кахане с тремя активистами ворвались в местное отделение ТАСС, разбросали листовки антисоветского содержания[21] и расписали стены помещения лозунгами «Народ Израиля жив!» и «Отпусти народ мой!». В это же время, в аэропорту им. Дж. Ф. Кеннеди члены Лиги написали те же призывы на фюзеляже пассажирского самолёта, прибывшего из Москвы, а двое из них приковали себя наручниками к шасси лайнера[22].
- в январе 1970 года люди М. Кахане сорвали концерт московского филармонического оркестра в США[22].
- 27 сентября 1970 года — двое активистов JDL были арестованы в аэропорту им. Дж. Ф. Кеннеди при попытке захватить авиалайнер одной из арабских стран, при себе они имели огнестрельное оружие и взрывчатку.
- в ночь с 28 на 29 ноября 1970 года — произведен взрыв у представительств ТАСС и «Аэрофлота» на Манхэттене (оба представительства располагались в одном здании)[23].
- 8 января 1971 года — произведен взрыв у советского культурного центра в Вашингтоне[24].
- 21 октября 1971 года — в освещённое окно представительства СССР при ООН было произведено четыре выстрела из полуавтоматической винтовки с оптическим прицелом (стрелок находился на крыше соседнего здания — «Хантер-колледжа»), в тот момент, когда возле окна оказалась 7-летняя дочь одного из сотрудников[25]. Позиция стрелка позволяла видеть происходящее в квартире[26]. Обстрел представительства осудил Генеральный секретарь ООН У Тан[27]. Представитель госдепартамента США Ч. Брэй охарактеризовал обстрел как «бессмысленный и трусливый акт насилия»[28].
- 26 января 1972 года (Нью-Йорк) — взрыв в здании на 56-й улице, в офисе импресарио Сола Юрока, который занимался организацией гастролей советских ансамблей в США. Погибла, задохнувшись в дыму, Айрис Конес — секретарь С. Юрока, ранения и ожоги получили сам Юрок и от 9 до 12 его сотрудников[29][30].
  - Согласно одним источникам, была взорвана зажигательная бомба[31]. М. Стуруа, цитируя шефа детективов Нью-Йорка Сидмэна, писал, что бомба была снаряжена смесью с исключительно высокой температурой горения, в результате чего в огне частично расплавились пишущая машинка и другие металлические предметы, находившиеся в помещении[32].
  - Согласно другим источникам, была взорвана самодельная дымовая бомба[33][34][35] или шашка[30][36], изготовленная осведомителем ФБР Шелдоном Сигелем (англ. Sheldon Seigel)[37]. Тогдашний руководитель Лиги, Б. Зейбон отрицал даже наличие у неё планов таких атак, а М. Кахане, находившийся в это время в Израиле, назвал эту акцию «безумной»[38].
- в ночь на 2 апреля 1976 года — очередной обстрел представительства СССР при ООН в Нью-Йорке. Пуля пробила окно помещения, в котором проживала семья одного из сотрудников в то время, когда в комнате находилась женщина с ребёнком[39].
- 22 декабря 1980 — забросали камнями жилой комплекс советского посольства в Вашингтоне, выбиты стёкла[40];
- 23 декабря 1980 — вскрыта и изуродована автомашина советского дипломата в Вашингтоне, в салоне автомашины оставлена записка с угрозами[40];
- 1 февраля 1981 — хулиганская выходка в отношении группы советских представителей в Нью-Йорке[40];
- 3 февраля 1981 — хулиганские действия против членов семей советских представителей в Нью-Йорке (во время прогулки в парке, несколько агрессивных молодых мужчин угрожали и оскорбляли женщин и детей, одной из женщин плюнули в лицо)[40];
- 17 марта 1981 — испорчены ограда и ворота загородного дома советского представительства в Гленкове[40];
- 29 марта 1981 — нападение на советского дипломата, четверо налётчиков ударили его рукоятью пистолета по голове и высказали угрозы физической расправы[41];
- 3 мая 1981 — митинг у здания представительства СССР при ООН, в котором участвовали 150 активистов JDL[40];
- 4 мая 1981 — несколько активистов JDL окружили и заблокировали автомашину советского дипломата: при невмешательстве американской полиции, они забросали дипломата грязью и оклеили автомашину листовками антисоветского содержания[40];
- 13 мая 1981 — три зажигательные бомбы обнаружены и обезврежены у здания советского представительства[41];
- 17 мая 1981 — зажигательная бомба обнаружена и обезврежена на территории жилого комплекса советского представительства, недалеко от места остановки школьного автобуса[41];
- в октябре 1981 года — обстрел представительства СССР при ООН (автоматная очередь из 12 выстрелов)[25];
- 19 февраля 1982 года в Вашингтоне был произведен взрыв у входа в отделение «Аэрофлота»[42][43].
- вечером 5 июля 1982 года два взрыва были произведены у зданий консульств Ливана и Франции в Нью-Йорке[44].
- в сентябре 1983 года группа экстремистов выломала железные ворота и ворвалась на территорию резиденции советского представителя при ООН в Гленкове[45];
- утром 11 декабря 1983 года стеклянная бутылка с зажигательной смесью брошена на территорию советского представительства при ООН в Гленкове[45][46];
- 23 февраля 1984 года в Нью-Йорке на территории советского представительства при ООН произведен подрыв самодельного взрывного устройства. Представитель Ирака при ООН Ф. Зиад выступил с осуждением данного теракта, 1 марта 1984 года резолюция с осуждением теракта была принята Генеральной Ассамблеей ООН[47]. В 1987 году исполнители были арестованы[48].
- Сентябрь 1985. Убийство Черима Сообцокова. Убийство не было раскрыто. ФБР подозревало причастность лиги защиты евреев[49].
- 11 октября 1985 года, в Санта-Ане (Калифорния) в результате взрыва бомбы был убит Алекс Одех — региональный директор «Американо-арабского комитета против дискриминации» (American-Arab Anti-Discrimination Committee, ADC), гражданин США палестинского происхождения. По данным ФБР США, к убийству могли быть причастны члены JDL[50], однако убийство осталось нераскрытым[51].
- 2 сентября 1986 — (Нью-Йорк) в зрительный зал «Метрополитен-опера» во время премьеры танцевального ансамбля И. А. Моисеева брошена граната со слезоточивым газом[52]. В результате, из зрительного зала потребовалось эвакуировать 4 тысячи зрителей[53].
- 20 октября 1986 — (Нью-Йорк) взрыв бомбы у входа в концертный зал «Avery Fisher Hall» перед началом выступления Московского симфонического оркестра[52][53].
- 8 января 2009 года члены французской секции «Лиги защиты евреев» совершили нападение на лицей Жансон-де-Сайи[54].
- 3 июля 2009 года в Париже пятеро мужчин с палками и бутылками с маслом ворвались в библиотеку «Résistances», в результате нападения библиотека была разгромлена. Шесть дней спустя были задержаны четверо из пяти участников нападения — члены французской секции «Лиги защиты евреев»[54].
- 3 апреля 2011 года около 20 членов французской секции «Лиги защиты евреев», вооружённые цепями, предприняли попытку проникнуть в парижский кинотеатр Cinéma Espace St Michel и сорвать показ документального фильма «Газастрофа, Палестина» («Gaza-strophe, Palestine»). Не сумев попасть в зрительный зал, экстремисты покинули здание, оставив на его стенах постеры «Лиги защиты евреев» и пообещав «сжечь кинотеатр»[55].
- в марте 2012 года в Париже несколько активистов JDL ворвались в кафе, где проходила автограф-сессия писателя Жакоба Коэна, и забросали 67-летнего писателя яйцами и мукой, а также облили маслом. При этом нападавшие выкрикивали: «У надсмотрщиков в концлагерях не было выбора! У тебя он есть!» и «Это будет повторяться всякий раз, когда ты будешь раздавать автографы!»[56].
- 28 июня 2012 года в Париже активисты JDL облили красной краской Оливию Земор, президента общественной организации CAPJPO-EuroPalestine, выступавшей в поддержку палестинцев и в июле 2009 года призвавшую жителей Франции к бойкоту израильской продукции[57].

## Руководители «Лиги защиты евреев»
- 1968—1971 — Рабби Меир Кахане.
- 1971—1973 — Дэвид Фиш, студент Колумбийского университета, который позже написал книгу «Jews for Nothing»
- 1973—1974 — руководителя не было, пока рав Кахане не вернулся в августе 1974 года.
- 1974—1976 — Рассел Кёльнер, родом из Филадельфии. Бывший лейтенант армии США, обученный противопартизанской войне, он приехал в Нью-Йорк, чтобы возглавить военизированный лагерь «JEDEL», а позже управлять национальным офисом в качестве председателя.
- 1976—1978 — Бонни Пехтер.
- сентябрь 1978 — декабрь 1978 — Виктор Вансьер, позже приговорённый к тюремному сроку за попытку организации взрывов против египетских объектов, чтобы сорвать переговоры о выводе израильских войск с Синайского полуострова.
- 1979—1981 — Бретт Бекер, родом из Флориды.
- 1981—1983 — Меир Джоловиц, родом из Аризоны.
- 1983—1984 — Ферн Сидман (национальный директор).
- 1984—1987 — Виктор Вансьер (повторно; его назначение привело к новому расколу в организации).
- 1987—2002 — Ирв Рубин (частью активистов считался руководителем начиная с 1984).
- 2002 — настоящее время — Шелли Рубин (вдова Ирва Рубина; её самоназначение привело к новому расколу в организации; вышедшие из неё отделения объединились под новым названием «Бней Элим»).